# Michael O'Kennedy
 (janvier 2019).
Si vous disposez d'ouvrages ou d'articles de référence ou si vous connaissez des sites web de qualité traitant du thème abordé ici, merci de compléter l'article en donnant les références utiles à sa vérifiabilité et en les liant à la section « Notes et références ».
Michael O'Kennedy, né le 21 février 1936 à Nenagh et mort le 15 avril 2022 à Dublin, est une personnalité politique irlandaise membre du Fianna Fáil.

## Biographie
Michael O'Kennedy est ministre du Travail de 1991 à 1992, ministre de l'Agriculture, de la Pêche et de l'Alimentation de 1987 à 1991, Commissaire européen de 1981 à 1982, ministre des Finances et Ministre du Service public de 1979 à 1980, ministre de la Planification économique et du Développement de 1979 à 1980, ministre des Affaires étrangères de 1977 à 1979, ministre des Transports et de l'Électricité de janvier 1973 à mars 1973, ministre sans portefeuille de 1972 à 1973, et secrétaire parlementaire du ministre de l'éducation de 1970 à 1973. Il a exercé les fonctions de Teachta Dála (député) dans la circonscription de Tipperary North de 1969 à 1981, de 1982 à 1992 et de 1997 à 2002.